# Hartberg
Hartberg – miasto we wschodniej Austrii, w kraju związkowym Styria, siedziba powiatu Hartberg-Fürstenfeld. Liczy 6529 mieszkańców (1 stycznia 2015). Do 31 grudnia 2012 siedziba powiatu Hartberg.
Miasto jest członkiem organizacji Cittàslow.

## Historia

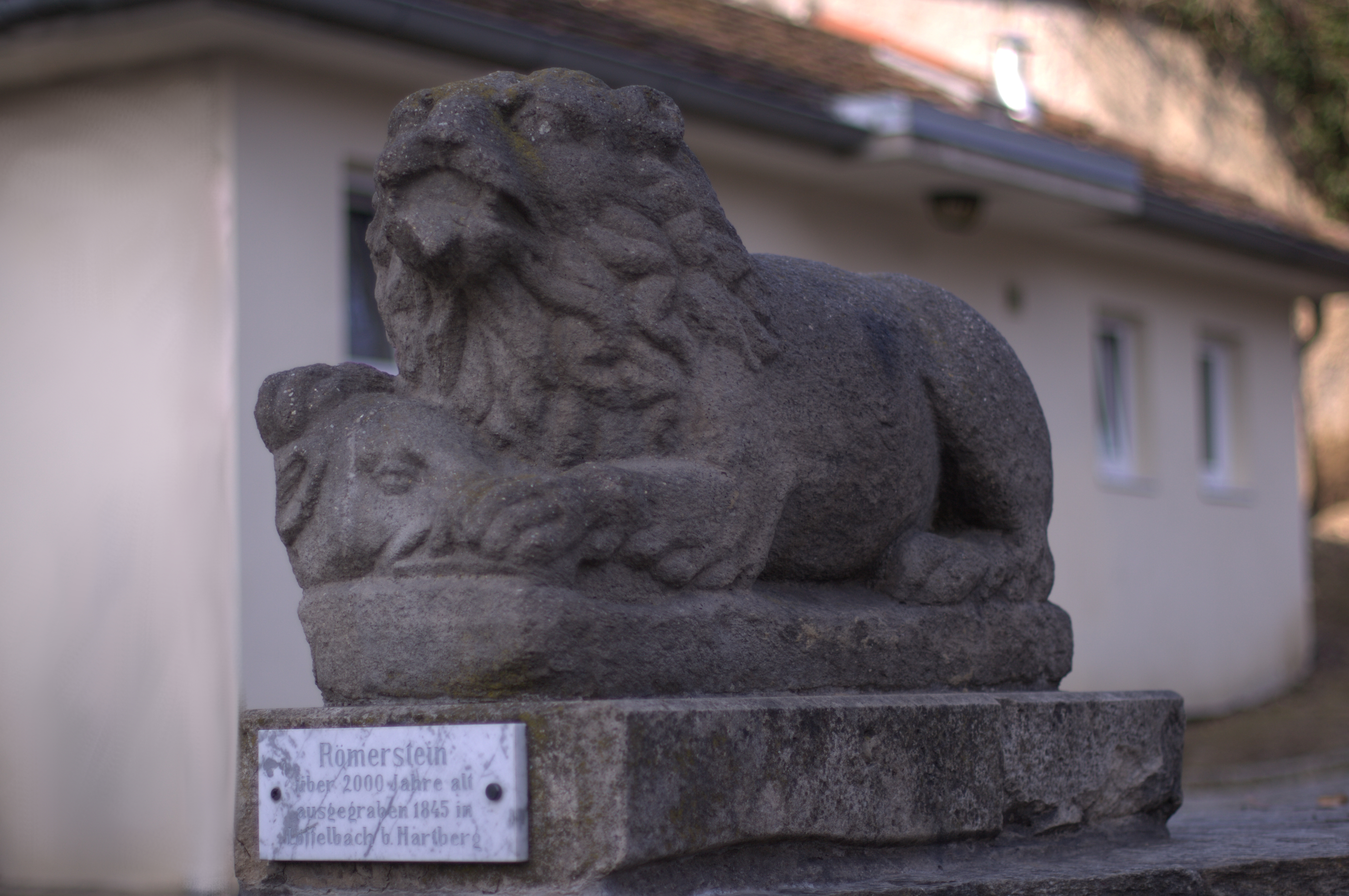
Starożytna rzymska rzeźba lwa w parku miejskim

Historia osady sięga ponad 2500 tysiąca lat. W późnej starożytności w granicach Cesarstwa Rzymskiego, w II-IV w. pobliżu dzisiejszego miasta istniała rzymska osada, współcześnie stanowisko archeologiczne. Jedna z dwóch niegdyś znajdujących się tam rzymskich rzeźb lwów obecnie zdobi park miejski w Hartbergu.
We wczesnym średniowieczu sięgał tu Kaganat Awarów, w IX w. prawdopodobnie także słowiańskie państwo wielkomorawskie, a w X w. Węgry, po czym sięgnęły tu granice Marchii Styrii. Najstarsza wzmianka o miejscowości pochodzi z 1128, była to ufortyfikowana osada graniczna na granicy z Węgrami. Osadę rozbudował wówczas margrabia Leopold I. Najstarsza wzmianka o zamku pochodzi z 1147. W 1254 wraz ze Styrią miejscowość została włączona przez króla Belę IV do Węgier. Po zwycięstwie Czechów nad Węgrami w bitwie pod Kressenbrunn i pokoju wiedeńskim z 1261 przeszła we władanie króla Czech Przemysła Ottokara II, po czym w 1276 trafiła pod panowanie dynastii Habsburgów, która przejęła z rąk czeskich także Księstwo Austriackie. W dokumencie z 1286 Hartberg po raz pierwszy był wzmiankowany jako miasto (civitas), a w 1310 mieszczanie uzyskali prawo wolnego wyboru burmistrzów. W 1469 miasto zajęli antyhabsburscy powstańcy styryjscy pod wodzą Andreasa Baumkirchera, opowiadający się po stronie króla Węgier Macieja Korwina. W 1487 miasto zdobył Maciej Korwin i ponownie włączył do Węgier, po czym po paru latach znów przypadło Austrii. W 1529 Ferdynand I Habsburg sprzedał miasto i zamek, które następnie były własnością różnych rodów szlacheckich. W XVI wieku zamek został przebudowany w stylu renesansowym, a w XVII wieku dobudowano skrzydło z arkadami.
Podczas węgierskiego powstania Bocskaya w 1605 miasto oblegali Węgrzy. W 1619 miasto zostało obsadzone austriackim wojskiem z obawy przed ofensywą powstańców węgierskich w czasie powstania Bethlena. W czasie wojny trzydziestoletniej w 1645 zorganizowano samoobronę na wypadek ataku obecnych w regionie Szwedów. W 1679 do miasta dotarła epidemia dżumy, po czym izolacja miasta spowodowała niedobory żywności. W styczniu 1707 do okolic miasta ponownie dotarli powstańcy węgierscy w ramach powstania Rakoczego, a jesienią zdobyli miasto. Podczas wojen napoleońskich w 1799/1800 w miejscowym zamku Klaffenau Austriacy uwięzili około 900 francuskich jeńców wojennych, wśród których w 1800 wybuchła epidemia tyfusu, która kosztowała życie ponad 200 osób, a w 1805–1806 i 1809 miasto pozostawało pod kontrolą Francji i zostało obłożone kontrybucją i obowiązkiem kwaterunku francuskich wojsk.
W 1898 wzniesiono nowy ratusz, a w 1906 wieżę obserwacyjną. Po upadku Austro-Węgier, w 1918, miasto znalazło się w składzie Republiki Austrii, a w 1938 w wyniku Anschlussu zostało anektowane przez nazistowskie Niemcy, w których składzie pozostawało do końca II wojny światowej w 1945. Główny plac miasta nosił wówczas nazwę Adolf Hitler Platz, a u schyłku wojny (4 maja 1945) SS powiesiło na tymże placu czterech domniemanych bojowników antyhitlerowskich.

## Zabytki
Wybrane zabytki:
- Zamek, sięgający XII wieku, przebudowany w stylu renesansowym w XVI-XVII w.[8]
- Kościół św. Marcina, barokowy
- Karner, romański
- Ratusz
- Kolumna maryjna
- Figura św. Jana Nepomucena
- Wieża obserwacyjna Ringwarte

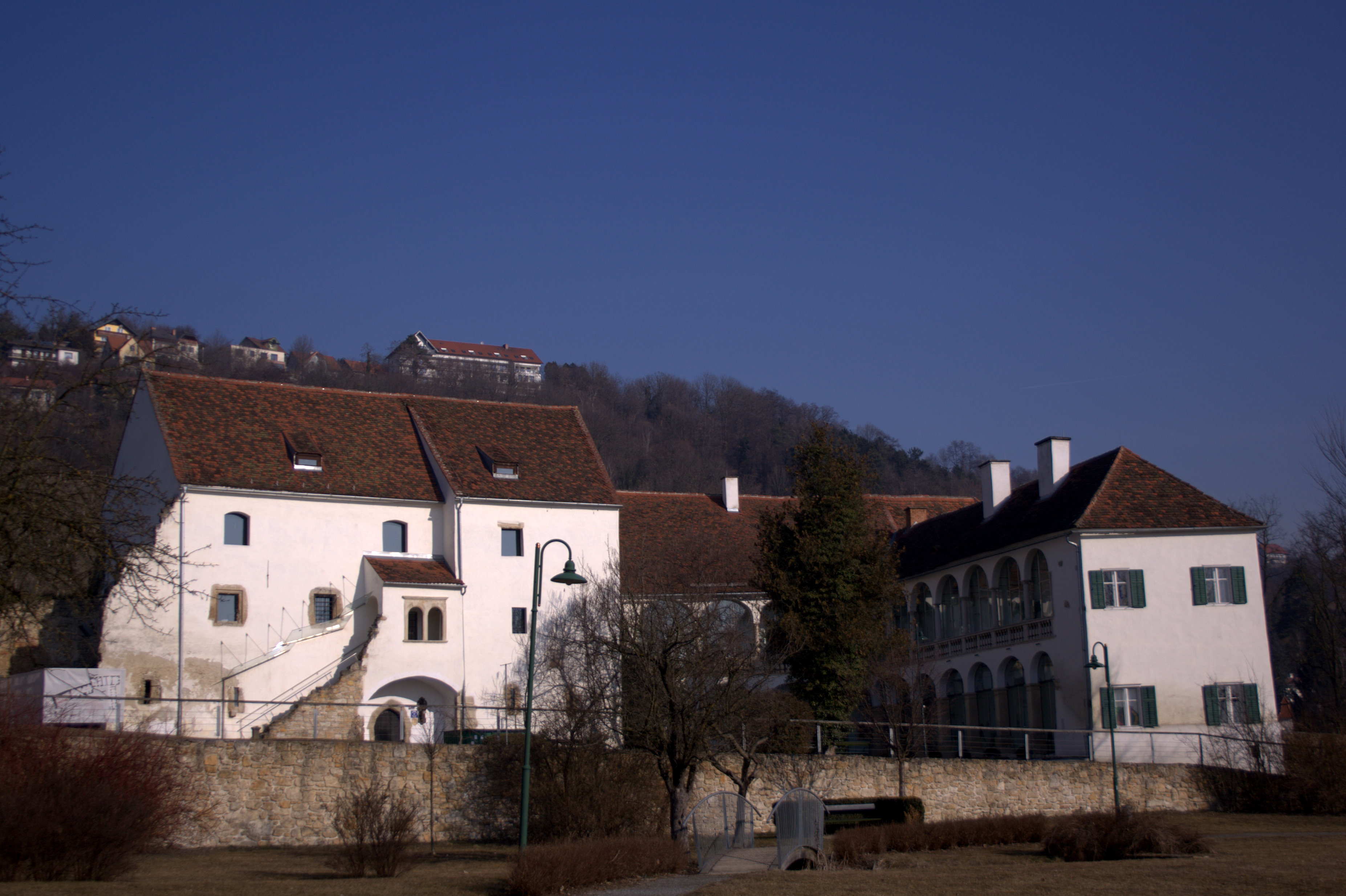
Zamek
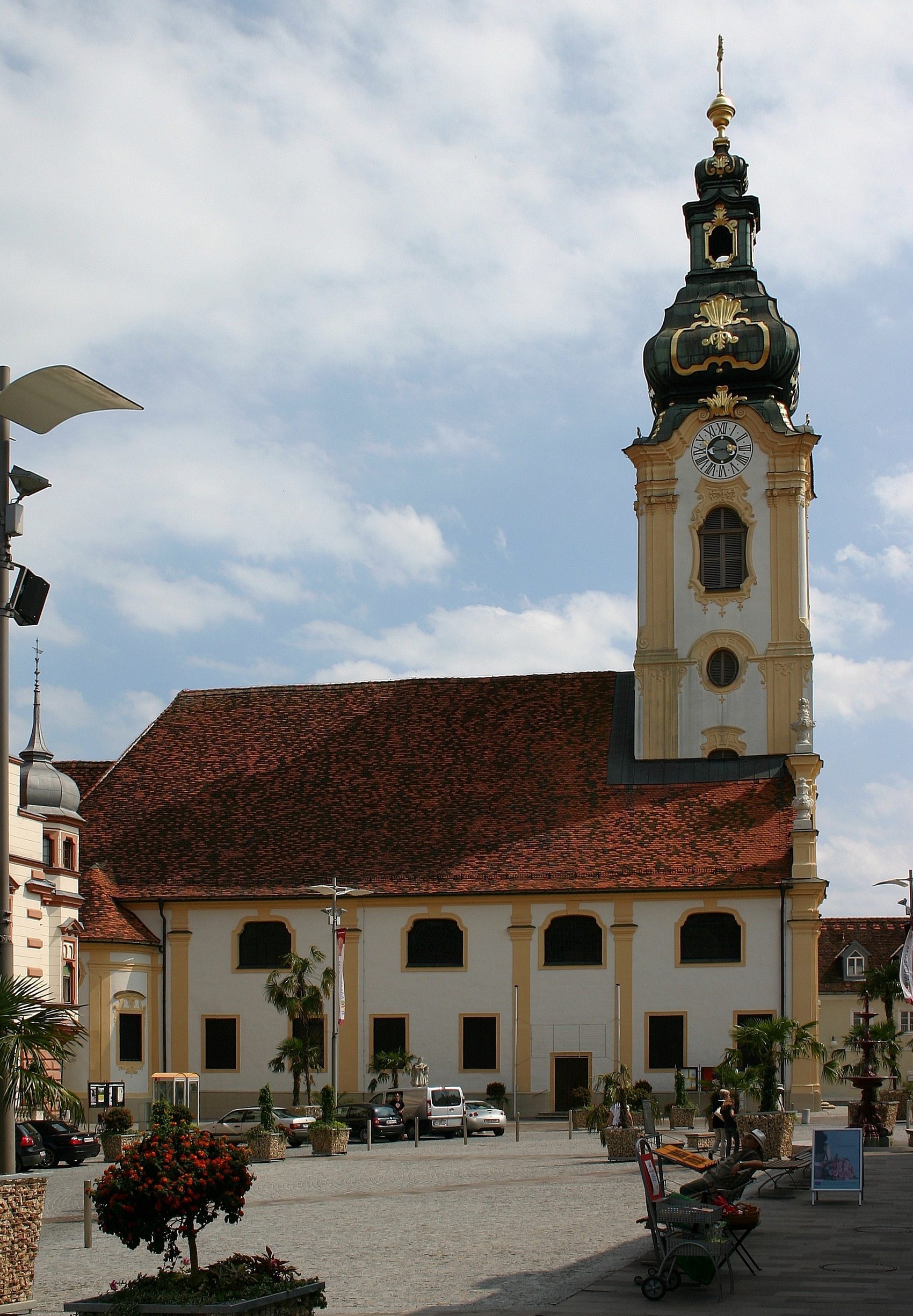
Kościół św. Marcina
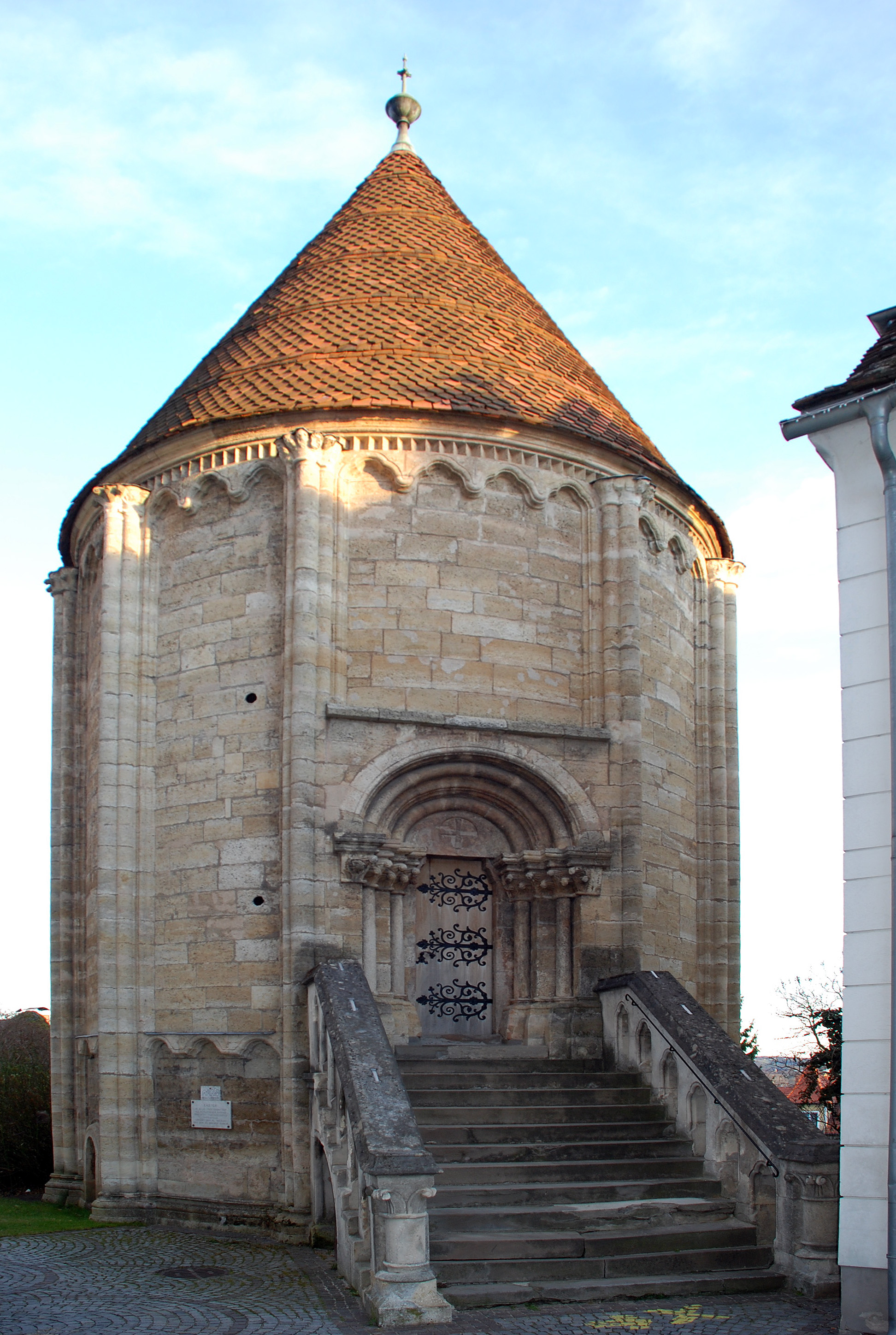
Karner
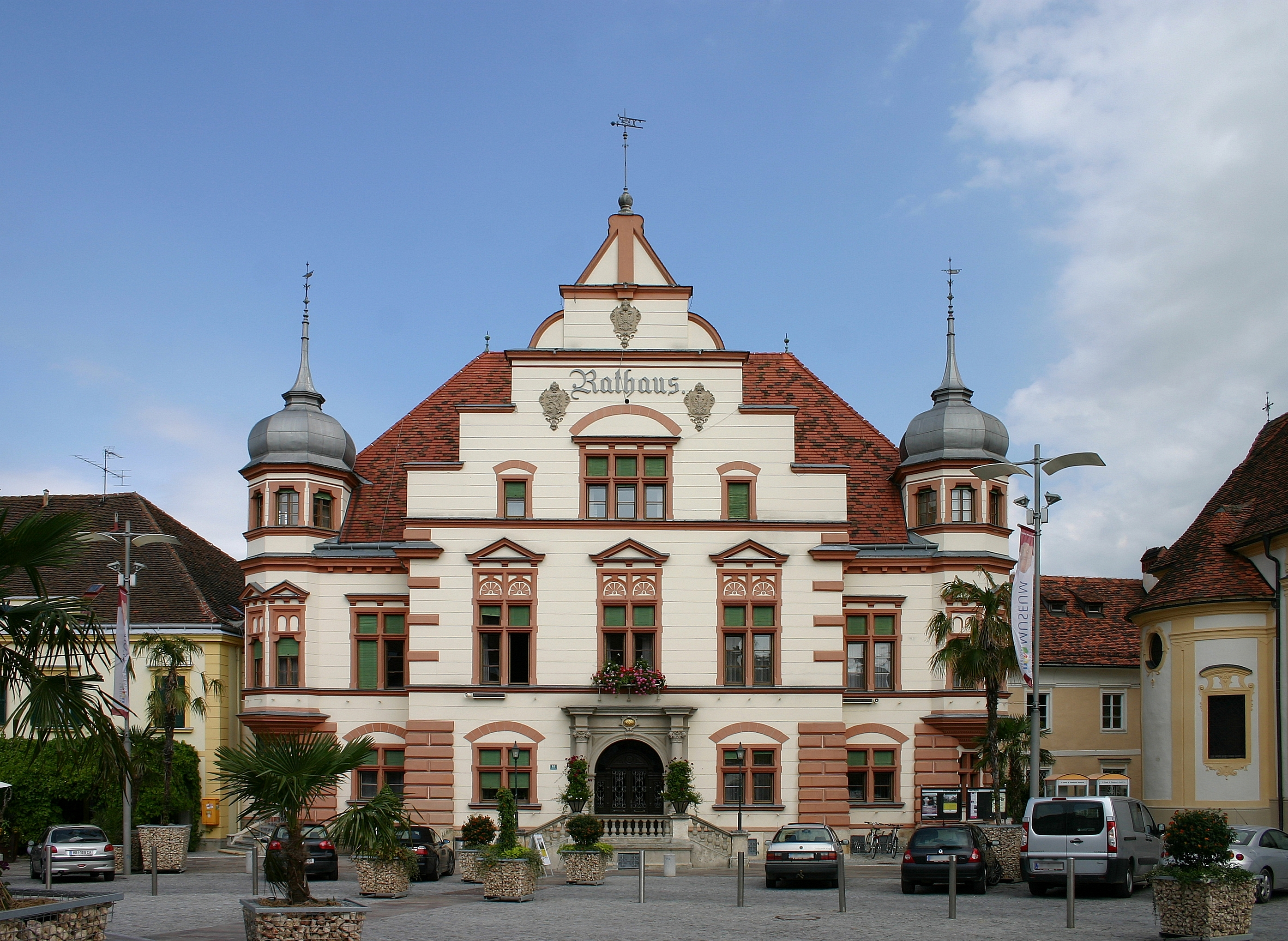
Ratusz
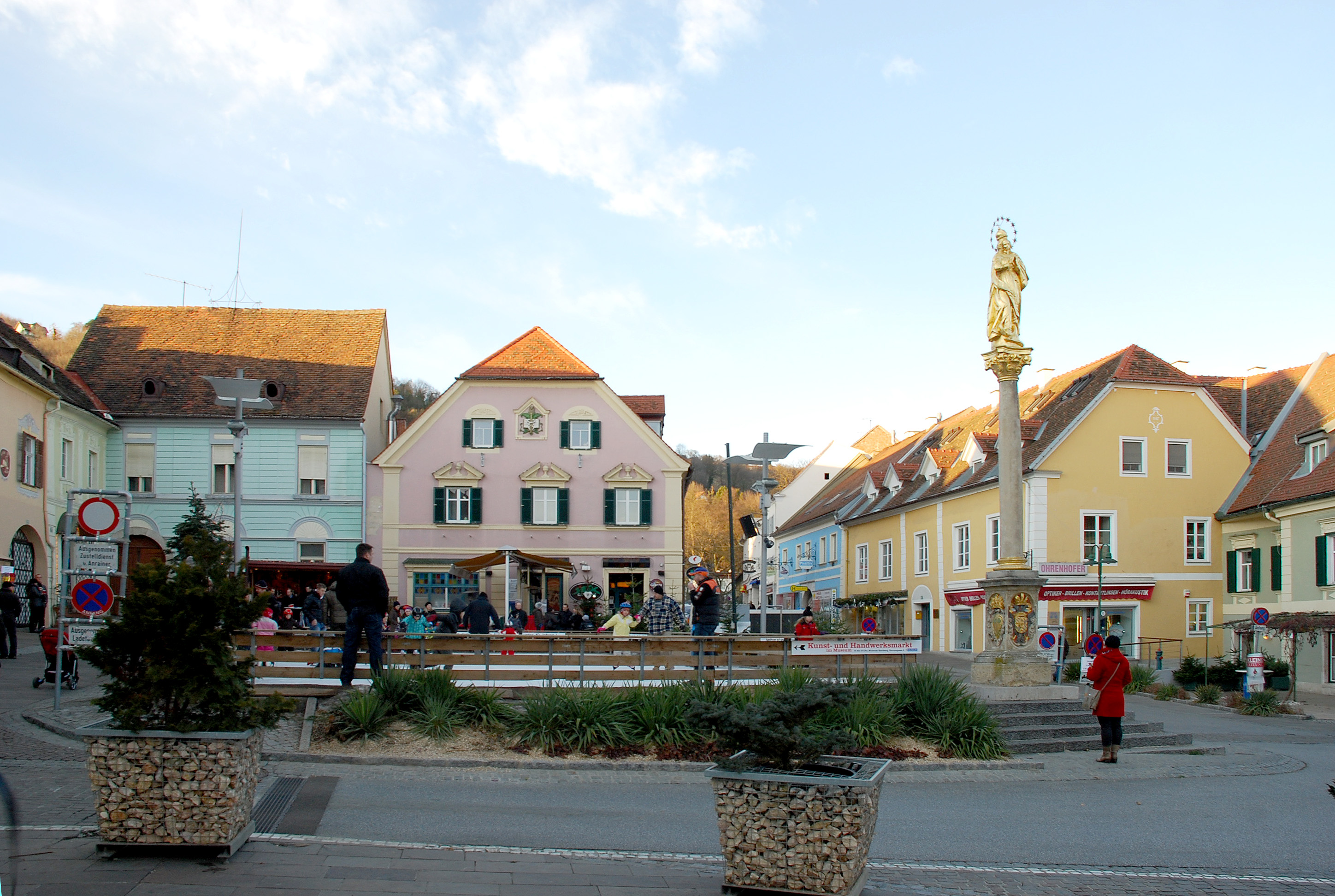
Główny plac z kolumną maryjną
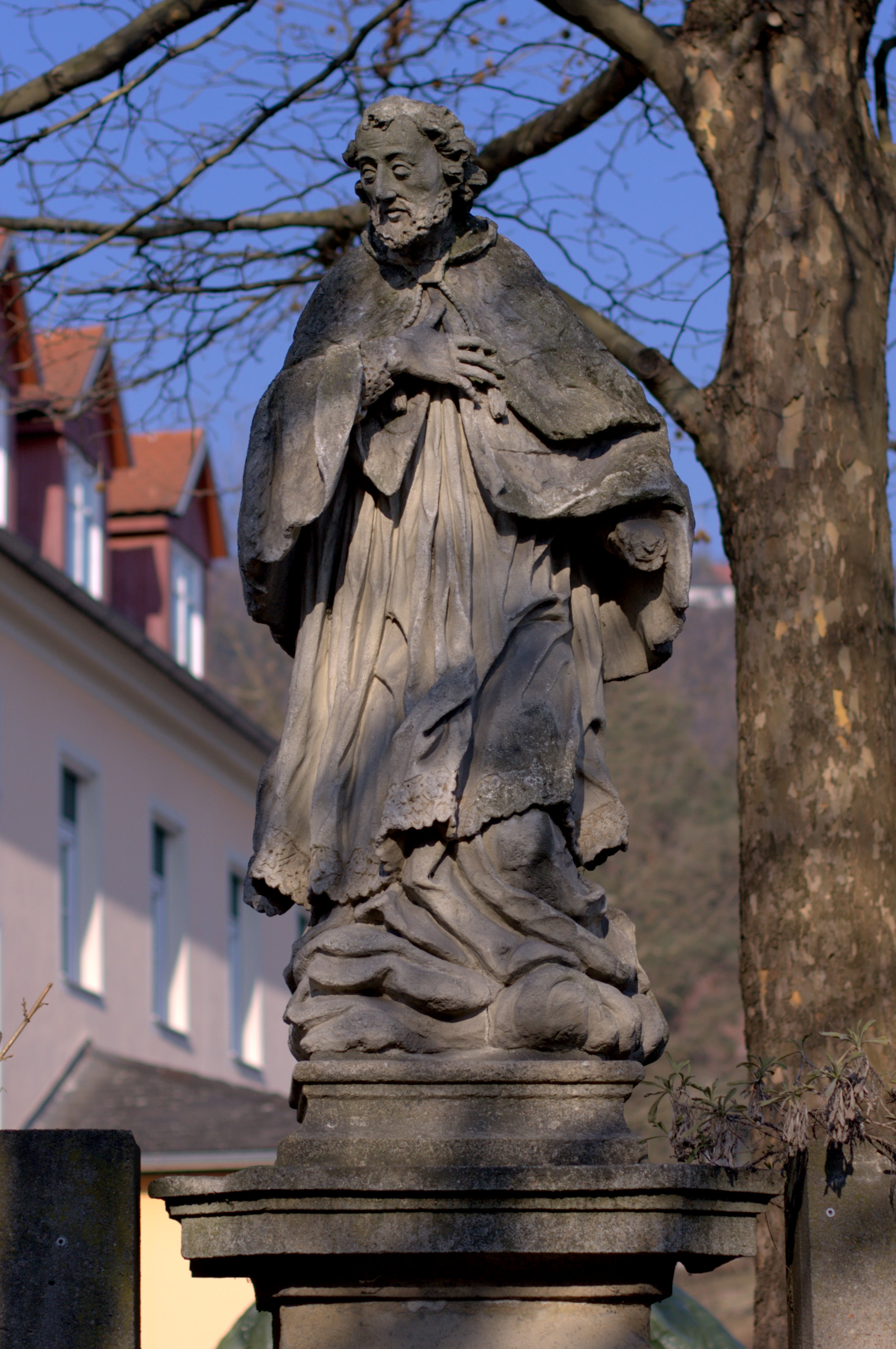
Figura św. Jana Nepomucena

## Transport

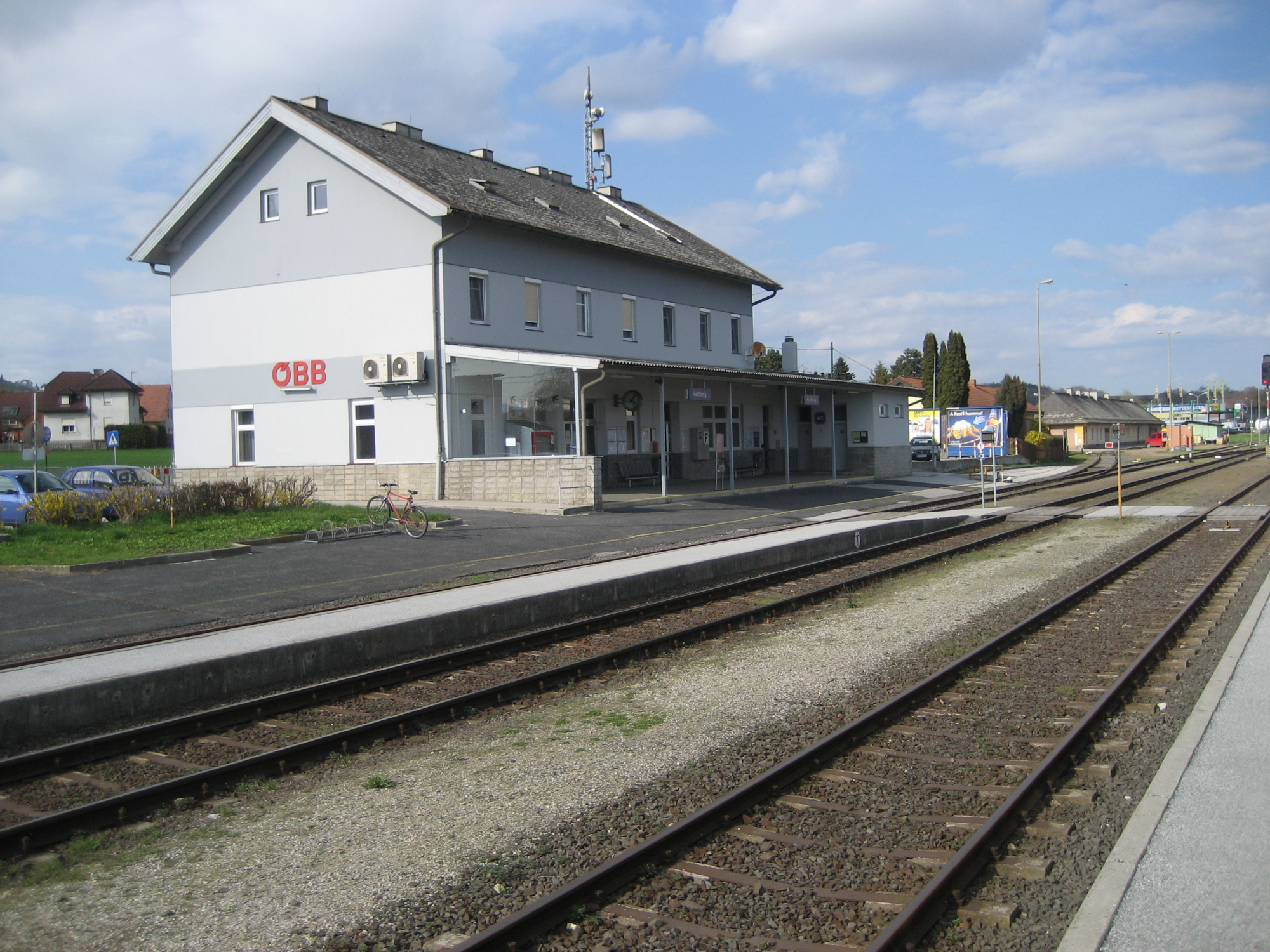
Dworzec kolejowy

Miasto posiada stację kolejową z bezpośrednimi połączeniami z miastami Graz, Wiener Neustadt i Wiedeń.

## Sport
W mieście ma siedzibę klub piłkarski TSV Hartberg, którego domowym obiektem jest Profertil Arena Hartberg.